# Dipsastraea

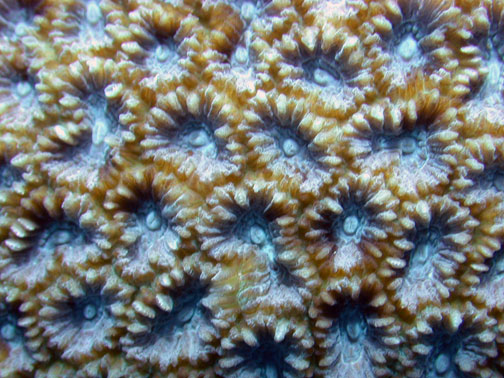
Dipsastraea matthai, pólipos con el disco oral en habitual coloración contrastada

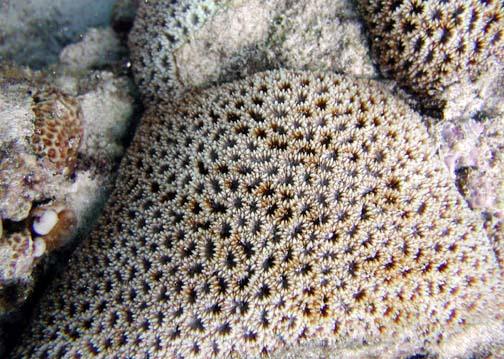
Colonias de Dipsastraea pallida en el Parque Nacional de Samoa Americana

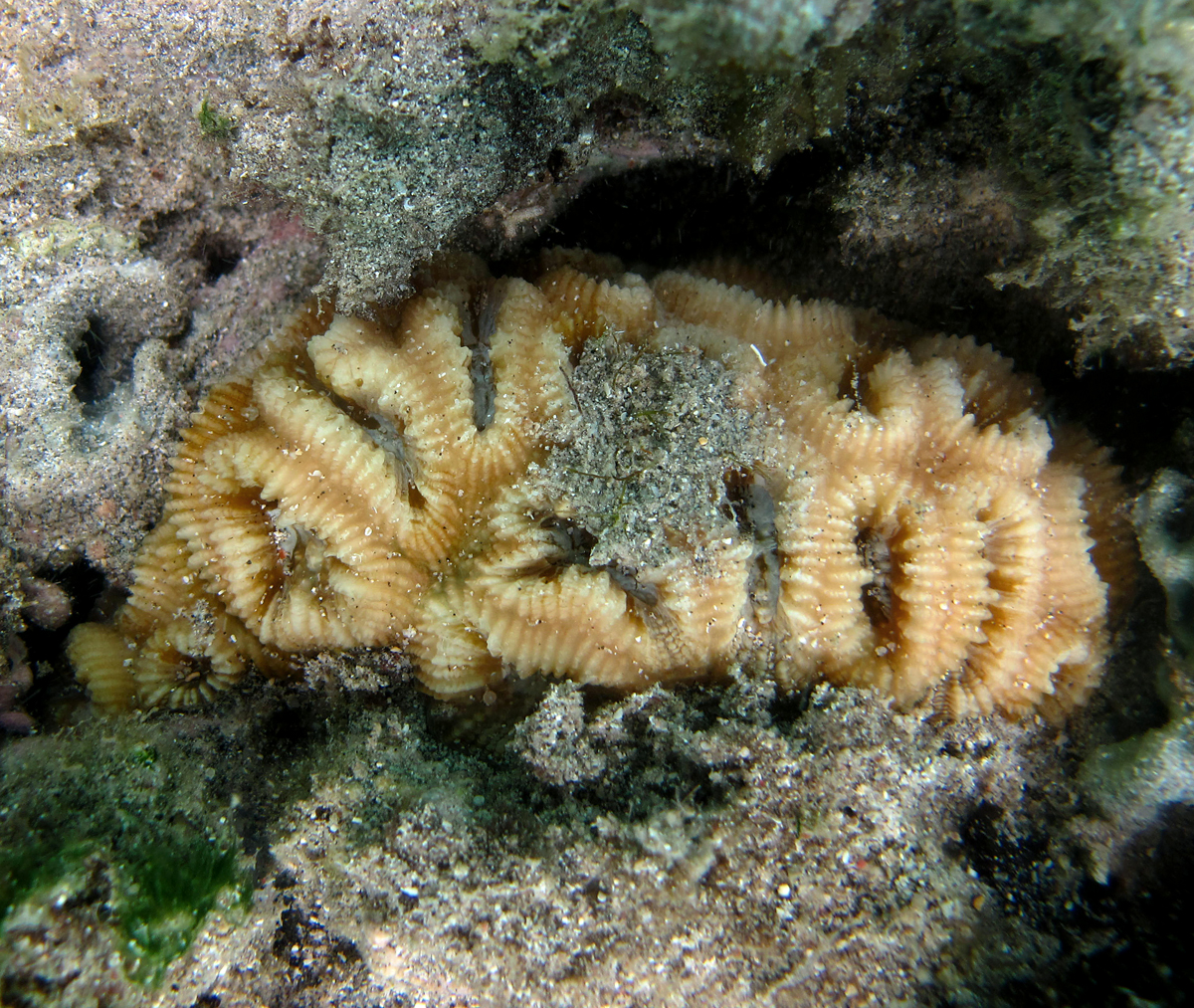
Dipsastraea rotumana

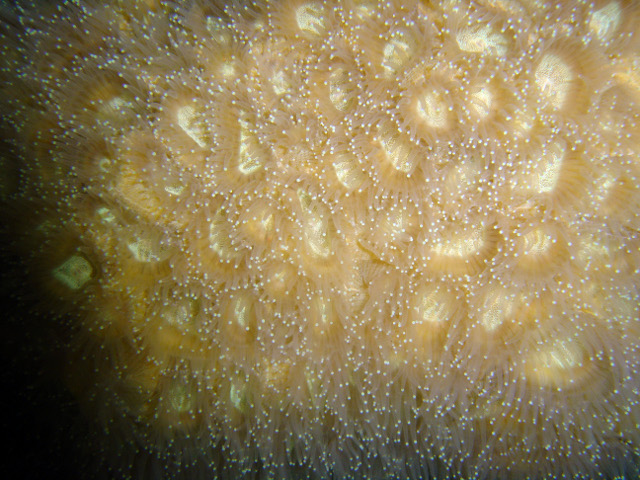
Dipsastraea lacuna en el mar Rojo, Egipto

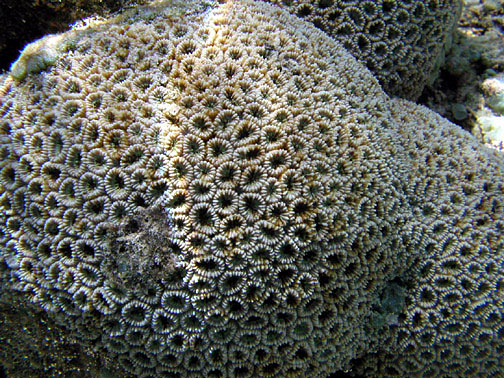
Dipsastraea matthai en el Parque Nacional de Samoa Americana

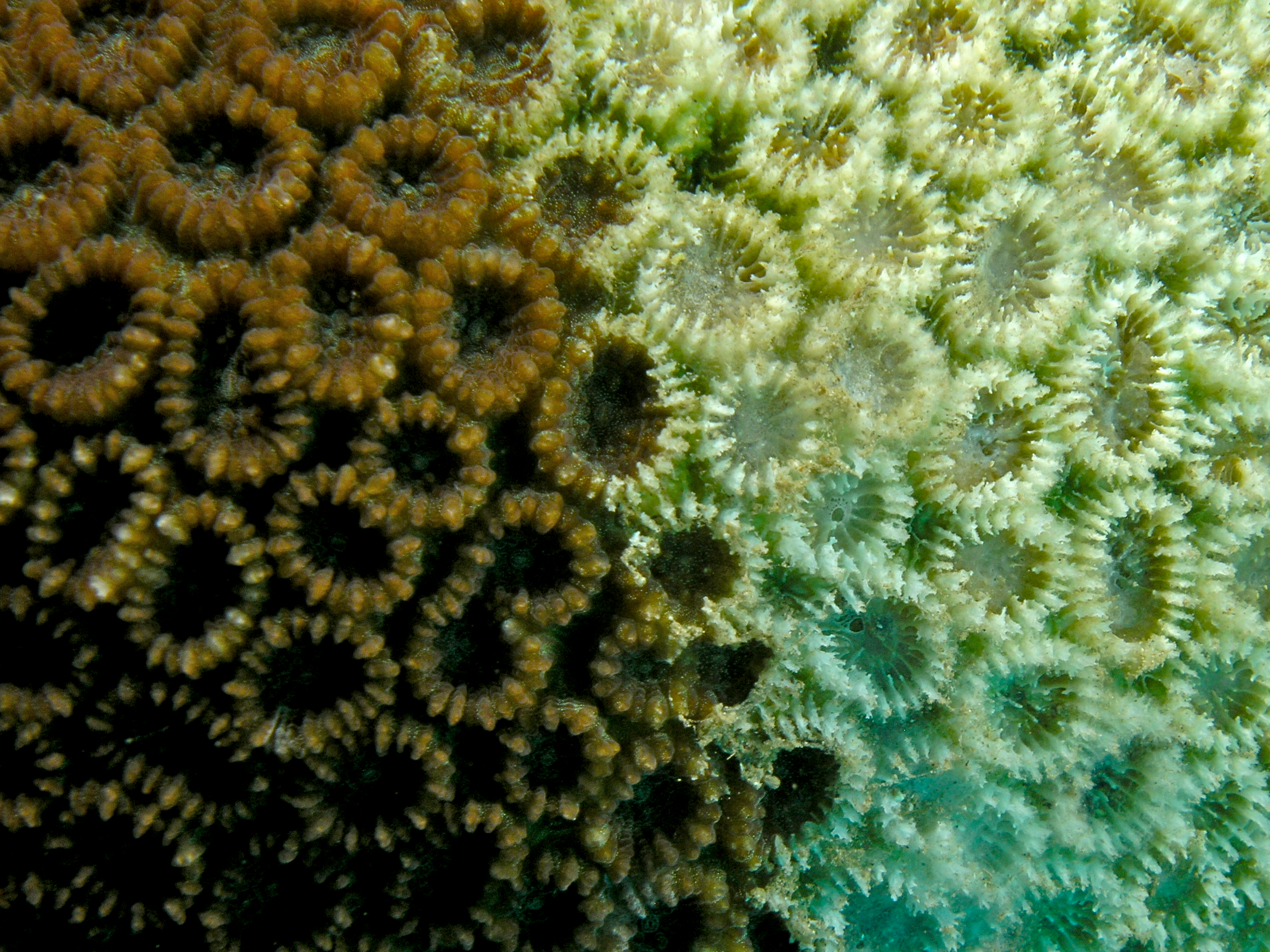
Dipsastraea pallida parcialmente dañada por la depredadora estrella "Corona de espinas"

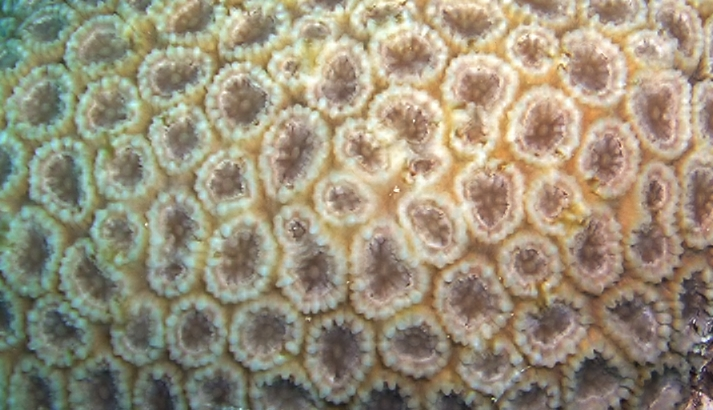
D. speciosa en Kingman Reef, islas de la Línea

Dipsastraea es un género de corales que pertenece a la familia Merulinidae, dentro del grupo de los corales duros, orden Scleractinia. 
Son corales hermatípicos, constructores de arrecifes en aguas tropicales del océano Indo-Pacífico, desde la costa este africana hasta las costas americanas del Pacífico. 

## Taxonomía
La organización taxonómica de las especies, géneros, familias y órdenes de la clase Anthozoa, viene siendo, desde el siglo XIX, materia apasionante para los científicos. Dados los avances científicos, que posibilitan, tanto la exploración y recolección de especies, como los análisis filogenéticos moleculares, o las imágenes proporcionadas por el microscopio electrónico de barrido, asistimos a una permanente reclasificación de los clados taxonómicos. Debido a ello, la mayoría de especies de Dipsastraea han estado enmarcadas hasta hace muy poco tiempo en el género Favia, siendo reclasificadas por el Registro Mundial de Especies Marinas, sobre la base de recientes estudios, que las asignan a Dipsastraea, en la familia Merulinidae.

## Especies
El Registro Mundial de Especies Marinas reconoce las siguientes especies en el género, siendo valoradas en su mayoría por la Lista Roja de Especies Amenazadas de la UICN, que todavía no las ha renombrado:
- Dipsastraea albida (Veron, 2000) Estado: Casi amenazada
- Dipsastraea amicorum (Milne Edwards & Haime, 1849) Estado: No evaluada
- Dipsastraea camranensis (Latypov, 2013) Estado: No evaluada
- Dipsastraea danai (Milne Edwards, 1857) Estado: Preocupación menor
- Dipsastraea favus (Forskål, 1775) Estado: Preocupación menor
- Dipsastraea helianthoides (Wells, 1954) Estado: Casi amenazada
- Dipsastraea lacuna (Veron, Turak & DeVantier, 2000) Estado: Casi amenazada
- Dipsastraea laddi (Wells, 1954) Estado: No evaluada
- Dipsastraea laxa (Klunzinger, 1879) Estado: Casi amenazada
- Dipsastraea lizardensis (Veron, Pichon & Wijsman-Best, 1977) Estado: Casi amenazada
- Dipsastraea maritima (Nemezo, 1971) Estado: Casi amenazada
- Dipsastraea marshae (Veron, 2000) Estado: Casi amenazada
- Dipsastraea matthaii (Vaughan, 1918) Estado: Casi amenazada
- Dipsastraea maxima (Veron, Pichon & Wijsman-Best, 1977) Estado: Casi amenazada
- Dipsastraea pallida (Dana, 1846) Estado: Preocupación menor
- Dipsastraea rosaria (Veron, 2000) Estado: Vulnerable A4c
- Dipsastraea rotumana (Gardiner, 1899) Estado: Preocupación menor
- Dipsastraea speciosa (Dana, 1846) Estado: Preocupación menor
- Dipsastraea truncata (Veron, 2000) Estado: Preocupación menor
- Dipsastraea veroni (Moll & Best, 1984) Estado: Casi amenazada
- Dipsastraea vietnamensis (Veron, 2000) Estado: Casi amenazada
- Dipsastraea wisseli (Scheer & Pillai, 1983) Estado: No evaluada

## Morfología
Los corales Dipsastraea forman colonias masivas, tanto planas como esféricas, semi-esféricas, columnares o incrustantes.
Los coralitos se disponen en forma plocoide sobre la superficie de la colonia, lo que significa que tienen sus propios muros, no fusionados con los coralitos contiguos, pero unidos a éstos por láminas llamadas costa. Los coralitos hijos se forman por división intratentacular. 
Los pólipos se extienden sólo durante la noche y tienen un círculo simple de tentáculos. También posee tentáculos "barredores", que presentan unas células urticantes denominadas nematocistos, empleadas en la caza de presas del plancton.
La gama de colores abarca el marrón, gris, verde, crema, blanco, amarillo, naranja o rojo. Con frecuencia el disco oral tiene coloración contrastante con la del resto del tejido de los pólipos.
Su aspecto es muy similar al género Favites, siendo común la confusión en la identificación de especies de ambos géneros. La diferencia estriba en que, las especies Favites tienen los muros de los coralitos, que son los esqueletos individuales de cada pólipo, compartidos o fusionados, mientras que las especies de Dipsastraea no. Esto sólo se puede comprobar cuándo el tejido del animal se retrae, dejando ver la estructura de su esqueleto.

## Hábitat y distribución
Viven en arrecifes localizados en los mares tropicales, en zonas cercanas a las costas. Mayoritariamente se encuentran en fondos rocosos, lagunas, laderas anteriores del arrecife y arrecifes intermareales.
Se distribuyen ampliamente en el océano Indo-Pacífico, desde las costas orientales de África, incluyendo el mar Rojo y el golfo de Adén, hasta las islas de Polinesia del Pacífico central, incluyendo las costas de Australia al sur, y Filipinas y Japón al norte. 

## Alimentación
Contienen algas simbióticas; mutualistas (ambos organismos se benefician de la relación) llamadas zooxantelas. Las algas realizan la fotosíntesis produciendo oxígeno y azúcares, que son aprovechados por los pólipos, y se alimentan de los catabolitos del coral (especialmente fósforo y nitrógeno). Esto les proporciona entre el 70 y el 95% de sus necesidades alimenticias. El resto lo obtienen atrapando plancton y materia orgánica disuelta en el agua.

## Reproducción
Se reproducen asexualmente mediante gemación, y sexualmente, lanzando al exterior sus células sexuales. En este tipo de reproducción, la mayoría de los corales liberan óvulos y espermatozoides al agua, siendo por tanto la fecundación externa.  Los huevos una vez en el exterior, permanecen a la deriva arrastrados por las corrientes varios días, más tarde se forma una larva plánula que cae al fondo, se adhiere a él y comienza su vida sésil, secretando carbonato cálcico para conformar un esqueleto. Posteriormente, los pólipos se reproducen por gemación, dando origen a la colonia.

## Mantenimiento
Su mantenimiento en cautividad es relativamente fácil, comparado con el resto de corales duros. Al poder provenir de diferentes hábitats y profundidades, habrá que probar su ubicación en el acuario. En principio lo ubicaremos sobre rocas, la arena puede producirle irritaciones.
La iluminación deberá ser moderada y la corriente de suave a moderada, ya que una corriente fuerte puede evitar la expansión de los pólipos. Conviene vigilar el nivel de calcio con frecuencia debido a su alto consumo.
Al tener tentáculos "barredores" para la caza, se debe dejar espacio a su alrededor, ya que, de lo contrario, dañará a los corales vecinos.